# Црна зова
Црна зова или црна базга (лат. Sambucus nigra) вишегодишња је дрвенаста биљка из породице Caprifoliaceae.

## Опис биљке
Ниско дрво или жбун са уздужно испуцалом, сивосмеђом кором, листопадно расте 3 до 10 м висине. Младе гране су зелене, прошаране светлим цртицама и са унутрашњошћу испуњеном белом сржи. Листови су непарно перасти, наспрамни са листићима чији је обод тестерасто назубљен. Цветови су жућкастобели, сићушни, пријатног мириса и сакупљени у крупне, штитасте, пљоснате цвасти чија ширина достиже 20 cm, цветање је од априла до јуна. Плод је округла, у почетку зелена, а касније црна коштуница са 3-4 семена. Почиње да дозрева од августа. Потребно је упозорити да су листови црне зове и незреле бобоце, због самбунигрина отровни.

## Употреба и састав
Користи се цвет, а нешто ређе плод (зрео) и лист. Цветови садрже етарско уље које садржи око 40 материја: флавоноиде, гликозиде, хлорогенску киселину, слуз, танине, пектине и др. У плоду су присутни гликозиди, танини, мало етарског уља, шећер, воћне киселине, витамин Ц и др. Сличног састава су и листови. Сви делови су богати минералним материјама (гвожђе, натријум, калијум) и њиховим солима.
Цвет зове се користи код грознице, синузитиса, стимулише рад знојних жлезда (посебно у комбинацији са липом) чиме се снижава телесна температура. У комбинацији са сапуњачом и кантарионом користи се против вируса (херпес симплекс, вируса типа А и Б, вирус грипа). Од цветова зове припрема се чај и сок.
Плод се употребљава као лаксанс и средство за појачано мокрење и знојење, затим код неуралгије и ишијаса. Осим у медицини плод се употребљава и у прехрамбеној индустрији за поправљање боје. Свежи плодови се користе и за пролећно чишћење организма.

## Галерија
- Кора
- Уздужни пресек летораста са широком белом сржи
- Лист
- Цваст
- Плод
- Семе
- Клијавац
- Дрво
- Сок од црне зове
- Мармелада од црне зове